# Un disco per l'estate 1969
La sesta edizione di Un disco per l'estate inizia alla radio domenica 13 aprile 1969, con una serie di trasmissioni in onda più volte al giorno. Alcuni di questi appuntamenti sono presentati da Franca Aldrovandi, Gabriella Farinon e Silvio Gigli, gli altri sono affidati alle annunciatrici e annunciatori di radio RAI.

## Prima fase (dal 13 aprile)
Le canzoni in gara sono 56, in rappresentanza di 38 case discografiche. Ecco l'elenco dei partecipanti (in neretto i 24 promossi alle prime 2 serate di Saint Vincent, la sigla SF indica l'ulteriore promozione dei 12 finalisti per la serata finale).
- Al Bano Pensando a te (testo di Vito Pallavicini; musica di Albano Carrisi) La Voce del Padrone SF
- Lucia Altieri La sabbia nella mia mano (testo di Aldo Tirone; musica di Carlo Esposito e Nino Oliviero) Prima
- Tony Astarita Arrivederci mare (testo di Salvatore Palomba; musica di Gianni Aterrano) King Universal SF
- Attilio e gli Uh! Io non ti prego (testo di Laura Zanin, Giorgio Seren Gay e Domenico Seren Gay; musica di Carlo Cordara e Franco Zauli) Kansas
- Franco Battiato Bella ragazza (testo di Franco Battiato; musica di Giorgio Logiri) R.T. Club
- Orietta Berti L'altalena Polydor SF
- Fred Bongusto Una striscia di mare (testo di Vito Pallavicini; musica di Fred Bongusto) Clan SF
- I Califfi Fogli di quaderno (testo di Franco Boldrini; musica di Gianfranco Intra) CGD
- Bruno Chicco Vediamoci domenica (testo di Luciana Medini e Bruno Pallesi; musica di Gianni Fallabrino) Radio Records
- Christian Oro e argento Meazzi
- Gigliola Cinquetti Il treno dell'amore CGD SF
- Dino Simone Simonette Arc
- Elisabetta Un battito sì, un battito no (testo di Danilo Alberto Ciotti; musica di Mario e Giosafat Capuano) Vedette
- Enrico Farina T'amo, scriverò Vis Radio
- Paolo Ferrara Viva l'estate Variety
- Fiammetta Ma che domenica Meazzi
- Fiorella Gente qua, gente là Carisch
- Franco IV e Franco I Sole Style SF
- Rosanna Fratello Lacrime nel mare (testo di Franco Califano; musica di Guido Lombardi e Mario Coppola) Ariston
- Liliana Frigo Quando la giostra girava Decca
- Maria Teresa Govoni L'età dell'amore Miura
- Franco Guidi Dai, Benedetto (testo di Cesare De Natale; musica di Antonio Coggio) RCA Talent
- Cristina Hansen Tutto o niente Parlophon
- Isabella Iannetti Cuore innamorato Durium SF
- Fausto Leali Tu non meritavi una canzone (testo di Roberto Vecchioni; musica di Andrea Lo Vecchio) Ri-Fi
- Sergio Leonardi Arrivederci a forse mai (testo di Giancarlo Bigazzi; musica di Enrico Polito) Derby SF
- Lolita L'ultimo ballo d'estate (testo di Luciano Beretta; musica di Franco Chiaravalle e Francesco De Paola CAR Juke Box
- Louiselle La vigna Parade SF
- Junior Magli Noi due (testo di Luciana Medini; musica di Mario Mellier e Bulldog) Jolly
- Maurizio Elizabeth Joker
- Paolo Mengoli Perché l'hai fatto Jet
- Milva Primo amore (testo di Rompigli; musica di Umberto Balsamo) Dischi Ricordi
- Mino e Sergio Il cinema Dischi Ricordi
- Rita Monico La pace nel mio cuore (testo di Franco Califano; musica di Rodolfo Grieco) EUR
- Franco Morselli Il mare negli occhi Beat
- Nada Biancaneve RCA Italiana
- Rosanna Negri Quel giorno d'illusione (testo di Giancarlo Guardabassi; musica di Ubaldo Continiello Durium
- New Trolls Davanti agli occhi miei (testo di Giorgio D'Adamo; musica di Vittorio De Scalzi e Nico Di Palo) Cetra
- Nico e i Gabbiani Fiumi di parole Ariston
- Niky Poi si vedrà Tiffany
- Edda Ollari Un pezzo d'azzurro Bentler SF
- Rosalba Orefice Com'è freddo il sole quest'estate Zeus
- Renata Pacini Un sole tutto d'oro Italdisc
- Herbert Pagani Ahi, le Haway (testo di Herbert Pagani; musica di Edoardo Bennato e Alberto Anelli Mama SF
- Paolo Cuore mio Durium
- Peter Corri, corri Saint Martin Record
- Gianni Pettenati Caldo caldo Cetra
- Pino Riccardi Ti stringo più forte CGO
- Robertino Intorno a me mulini Carosello
- Riccardo Rolli In fondo al parco Decca
- Armando Savini Balla balla ballerina (testo di Luciano Beretta e Maria Rosa Conz; musica di Armando Savini e Pino Massara) Philips
- Franco Say C'è questo sole che... Dischi Ricordi
- Mario Tessuto Lisa dagli occhi blu (testo di Giancarlo Bigazzi; musica di Claudio Cavallaro) CGD SF
- Nino Tristano No, no, no Parlophone
- Rudy Ventura Trombone e serenata (testo di Lello Caravaglios ed Eddy Monetti; musica di Lello Caravaglios, Eddy Monetti e Tony Iglio Fans
- Carmen Villani Viva la vita in campagna (testo di Alberto Testa; musica di Piero Soffici e Roberto Livraghi) Cetra

La debuttante destinata a grande successo negli anni successivi è Fiorella Mannoia, che all'inizio della sua carriera usa solo il nome di battesimo, all'epoca ha solo 15 anni e nell'autunno precedente aveva partecipato senza troppa fortuna al Festival delle Voci Nuove di Castrocaro. E non arriva in finale neanche al Disco per l'estate, come Franco Battiato, ancora poco conosciuto.

## Fase eliminatoria (dal 2 all'8 giugno)
La fase eliminatoria si svolge dal 2 all'8 giugno, con qualche giorno di ritardo rispetto a quanto programmato, a seguito di uno sciopero del personale RAI. Le quattro trasmissioni vanno in onda in TV e alla radio rispettivamente nelle serate del 2 (da Napoli), 6 (da Torino), 7 (da Torino) e 8 giugno (da Bologna), e sono presentate da Gabriella Farinon, Renzo Arbore e Gianni Boncompagni. Al termine dell'ultima serata, viene comunicata la classifica finale delle 56 canzoni in gara, che tiene conto non solo dei voti delle giurie ma anche di quelli delle cartoline-voto inviate dagli ascoltatori radiofonici. Le 24 canzoni meglio classificate sono promosse alle serate finali di Saint Vincent. Al primo posto c'è Al Bano con Pensando a te, con 236 voti, seguono Orietta Berti con L'altalena (120 voti) e Tony Astarita con Arrivederci mare (119 voti).

## Le serate finali di Saint Vincent (12, 13 e 14 giugno)
Le serate finali si svolgono a Saint Vincent dal 12 al 14 giugno, in diretta radio e TV, e sono presentate da Pippo Baudo e Gabriella Farinon.
Ecco la classifica dei 12 finalisti.
- 1. Pensando a te Al Bano, voti 144
- 2. Lisa dagli occhi blu Mario Tessuto, voti 134
- 3. L'altalena Orietta Berti, voti 71
- 4. Franco IV e Franco I, voti 59
- 5. Tony Astarita, voti 55
- 6. Fred Bongusto, voti 43
- 7. Isabella Iannetti, voti 21
- 8. Gigliola Cinquetti, voti 20
- 9. Herbert Pagani, voti 17
- 10. Edda Ollari, voti 15
- 11. Sergio Leonardi, voti 14
- 12. Louiselle, voti 7

Al Bano si prende così la rivincita dell'edizione del 1967, quando si era classificato sesto con Nel sole, ma aveva superato nelle vendite dei dischi tutti gli altri partecipanti.
In questa edizione, invece, venderà di più (800 000 copie) il secondo classificato, Mario Tessuto.

## Vetrina di un disco per l'estate
Le 24 canzoni finaliste tornano alla radio dal 15 giugno al 13 settembre negli appositi spazi intitolati Vetrina di un disco per l'estate, in onda un paio di volte al giorno.